# Effendi Kapijew
Effendi Kapijew (ros. Эффенди Капиев, ur. 1909, zm. 1944) – poeta i tłumacz dagestański, tworzący w języku rosyjskim, Lak z pochodzenia. 
Od 1931, po przerwaniu studiów w Leningradzie pracował w Dagestanie jako nauczyciel. Przez kilka lat pełnił funkcję sekretarza związku pisarzy Dagestanu, pisał artykuły i wiersze, które ukazywały się w prasie lokalnej. 
Za życia wyszły dwa tomiki wierszy Kapijewa: Pieśni górali (Песни горцев, 1939) oraz Rzeźba w kamieniu (Резба на камню, 1940). Zawierają one dawne i nowsze pieśni narodów kaukaskich zebrane, opracowane i przetłumaczone na rosyjski przez Kapijewa.
W przekładzie na język polski ukazały się dwa dzieła Kapijewa: 
- Notatki z frontu 1941-1944, w opracowaniu Z. Fedeckiego, Warszawa 1963 (kolejne wydania w 1977 oraz 1984) – dzieło, będące nowatorskim formalnie i interesującym treściowo zapisem przeżyć poety, który jest naocznym świadkiem wojny.
- Poeta, w opracowaniu J. Pomianowskiego, Warszawa 1948 (II wydanie ukazało się w 1949) – cykl nowel, będący swoistą biograficzną opowieścią o Sulejmanie Stalskim, niepiśmiennym klasyku ludowej literatury Dagestanu.